# 상품용역세 (말레이시아)
GST는 말레이시아 정부가 적용한 부가가치세이다. GST는 Goods and Services Tax의 줄임말로 "상품서비스세"를 의미한다. 원래는 2011년 삼분기에 시행될 예정이었지만 지연되다가 2015년 4월 1일부터 시행되고 있다. 연 매출이 50만링깃을 넘는 기업은 의무적으로 등록하여 GST를 시행해야 하지만, 50만링깃 미만인 기업에게는 시행되지 않는다. 단, 자발적으로 등록할 순 있다.
6%로 고정되어 있으며, 과거 5%에서 10% 등 정해지지 않은 항목에 대해서도 6%로 고정될 예정이다. 가구의 경우, 기존의 판매세 10%를 이 GST로 대체했다.